# Controversias en torno a Mortal Kombat
La serie de videojuegos de lucha Mortal Kombat, creada por Ed Boon y John Tobias, ha sido objeto de diversas controversias desde su creación en 1992. En particular, Mortal Kombat a menudo ha sido criticado por un amplio espectro de políticos y otros críticos por su uso desenfrenado de violencia gráfica y sangrienta, tanto en las escenas de combate regulares del juego como en sus Fatalities, movimientos finales que permiten al jugador vencedor de la pelea matar o mutilar (normalmente de manera atroz) a los oponentes vencidos.
La naturaleza violenta de la serie, una de las primeras de su tipo, ha llevado a la creación y presencia continua de la junta de clasificación de software de entretenimiento (ESRB por sus siglas en inglés) en 1994 y otras juntas de clasificación de videojuegos alrededor del mundo. Varios juegos de Mortal Kombat han sido censurados o prohibidos en varios países, y la franquicia fue objeto de varios casos judiciales. En Alemania, todos los juegos de Mortal Kombat estuvieron prohibidos durante diez años desde su lanzamiento hasta 2015. Mortal Kombat (2011) también está prohibido en Corea del Sur y estuvo prohibido en Australia hasta febrero de 2013, mientras que Mortal Kombat 11 está prohibido en Indonesia, Japón, China continental y Ucrania.

## Controversias y censura
La serie Mortal Kombat, y en particular sus "Fatalities", fueron motivo de gran controversia en el momento de su estreno. Un pánico moral sobre la serie, alimentado por la indignación de los medios de comunicación, resultó en una audiencia en el congreso de los Estados Unidos y ayudó a allanar el camino para la creación del sistema de clasificación de juegos estadounidense (ESRB). En 2010, el cocreador y productor de Mortal Kombat, Ed Boon, reveló que en realidad simpatizaba con gran parte de la indignación y admitió: "No me gustaría que mi hijo de diez años jugase un videojuego así".

### Audiencia y respuesta del Congreso de los Estados Unidos de 1993
| En un par de ocasiones ha habido trampas que abrieron contenido tabú y causaron preocupación entre los devotos seguidores de Mary Whitehouse. Mortal Kombat tenía la violencia sangrienta como una característica estándar en las salas de juegos, pero cuando llegó a casa, el "ketchup" debía activarse con un código. Todas las versiones tenían esta función, con la excepción de las versiones de las consolas de Nintendo debido a las pautas de contenido que esta empresa poseía. Mortal Kombat se convirtió en uno de los juegos clave que llevaron a las audiencias del Senado de los EE. UU. de 1993 sobre la violencia en los videojuegos, lo que condujo a la creación de la ESRB. Si bien Nintendo había proclamado con orgullo su Mortal Kombat menos violento, el atractivo del dólar fue demasiado y Mortal Kombat II se lanzó con sangre en todos los formatos.—"Sexo y violencia", Retro Gamer |

Durante la audiencia del Congreso de EE. UU. sobre la violencia de los videojuegos, el senador del Partido Demócrata, Herb Kohl, en colaboración con el senador Joe Lieberman, intentó ilustrar por qué era necesaria la regulación gubernamental de los videojuegos mostrando clips de Mortal Kombat y Night Trap de 1992 (otro juego con actores digitalizados). Contratado como experto, el profesor Eugene F. Provenzo comentó que tales juegos "tienen gráficos casi con calidad de televisión, pero son abrumadoramente violentos, sexistas y racistas". Nintendo, que tenía la política de filtrar los juegos por contenido como sangre, se había negado a permitir el gore en el lanzamiento de Mortal Kombat para su sistema doméstico de Super Nintendo; por lo tanto, la versión del juego para su consola incluyó censuras varias, reemplazando la sangre por sudor, algunas Fatalities siendo completamente cambiadas disminuyendo la sangre, e incluso se modificaron algunos escenarios como Pit Bottom. Mientras tanto, su empresa rival, Sega, lanzó el juego con su calificación MA-13 para la Sega Genesis; normalmente esta versión también estaba censurada, pero mediante un código especial (llamado Blood Code, Código de Sangre en español) permitía restaurar la violencia y la sangre. Esto resultó en un gran éxito comercial para ellos cuando millones de consumidores eligieron su versión sobre la de Nintendo. Los representantes de Nintendo intentaron usar ese hecho para atacar a Sega durante las audiencias.
En respuesta a estos acontecimientos, la división española de Sega canceló el lanzamiento de su versión de Mortal Kombat en España, por temor a que el juego generara tanta controversia allí como en los Estados Unidos y el Reino Unido. Lieberman había sido uno de los primeros políticos en expresar su preocupación por Mortal Kombat en 1993 y seguía siendo uno de los críticos más ávidos de los videojuegos violentos. Más tarde hizo referencia a la serie y al videojuego DOOM en un comunicado de 1996, cuando se unió a Kohl y al psicólogo David Walsh en una campaña para informar al Congreso sobre la nueva ola de juegos violentos como Resident Evil. El cocreador de Mortal Kombat, John Tobias, recordó haber estado "bastante enojado" por eso porque sintió que "la gente como Lieberman" ha estado "trivializando los problemas reales con sus tonterías de videojuegos".
Sin embargo, durante la década de 2000, la controversia en torno a la serie disminuyó significativamente. En 2006, el escritor de AP Lou Kesten escribió que si bien Lieberman se había mantenido como "uno de los críticos más persistentes de la industria de los videojuegos, Mortal Kombat ya no es el punto álgido del debate sobre la violencia en los videojuegos". Su marca de peleas mano a mano se considera un poco anticuada hoy en día, ahora que Grand Theft Auto está sirviendo para la matanza indiscriminada de civiles inocentes". La revista Time comentó en 2012 que "la razón por la que el clásico de 1992 sigue siendo fundamental es porque rompió un tabú implícito sobre lo que estaba bien poner en un videojuego".

### Calificaciones, prohibiciones y censura de juegos
Al igual que con el primer juego de Mortal Kombat, el contenido extremadamente sangriento de Mortal Kombat II se convirtió en objeto de una gran controversia con respecto a los videojuegos violentos en su época. En 1994, Mortal Kombat II se agregó al índice de obras consideradas dañinas para los jóvenes por el Departamento Federal de Medios Dañinos para los Jóvenes de Alemania. Al año siguiente, todas las versiones del juego, excepto la de Game Boy, fueron confiscadas del mercado alemán por violar la §131 del código penal del país, que prohibía mostrar violencia espantosa contra los humanos (la prohibición finalizó en 2005, debido a la limitación de diez años para los decomisos). Mortal Kombat II ha sido censurado en su lanzamiento original en Japón, donde Nintendo insistió en cambiar la sangre que se muestra en el juego de rojo a verde, además de hacer que la pantalla se pusiera en blanco y negro para todos los movimientos de Fatality específicos de cada personaje. Sin embargo, la reacción violenta que Nintendo de America había recibido por su propia censura similar del primer Mortal Kombat, informó las prácticas comerciales futuras de la compañía,y por lo tanto, la secuela y los siguientes juegos de la serie fueron lanzados por ellos sin censura.
En 2009, el desarrollador y editor de Mortal Kombat, Midway Games, se vio obligado a atenuar los movimientos finales del Joker y de Deathstroke para asegurar la calificación T de la ESRB para Mortal Kombat vs. DC Universe (la cámara se mueve y no se ve el impacto de la bala en sus Fatalities) en la versión NTSC, en la versión PAL dichas Fatalities pasaron sin censura. En 2010, la política socialdemócrata suiza Evi Allemann hizo campaña sin éxito para prohibir Mortal Kombat, Manhunt y los videojuegos que mostraban "crueles actos de violencia" interactivos en Suiza.
El juego de reinicio de la serie de 2011, Mortal Kombat, ha sido prohibido por ley en varios países, incluso en su totalidad en Australia y Corea del Sur, y parcialmente en Alemania (prohibiendo cualquier tipo de publicidad y exposición pública). El Ministro del Interior de Australia, Brendan O'Connor, pidió que se le informara sobre la decisión, citando la "inquietud pública sobre el tema", y finalmente se permitió el juego en el país en 2013 cuando entró en vigor la clasificación R18+.
Debido a la razón declarada de la inconsistencia del juego con las legislaciones locales, los lanzamientos regionales previamente planificados de Mortal Kombat 11 de 2019 se cancelaron en Indonesia, Japón y Ucrania (debido a las leyes que prohíben los juegos nazis y símbolos comunistas), en Indonesia debido a las leyes relativas a los símbolos comunistas, sin incluir los símbolos del Eje durante la Segunda Guerra Mundial). El juego tampoco está disponible en China continental.

#### Alemania
En Alemania, entre 1994 y 2013, la Junta Federal de Revisión de Medios Dañinos para Menores añadió numerosos títulos de la serie a la Lista de Medios Dañinos para Jóvenes y algunos títulos incluso fueron confiscados por los tribunales.
Los juegos incluidos en esta lista ya no pueden ofrecerse ni venderse a menores, y dichos títulos ya no pueden publicitarse públicamente. Los juegos que han sido confiscados tampoco pueden venderse a adultos.
- Mortal Kombat (1992) fue agregado a la Lista de medios dañinos para los jóvenes en marzo de 1994 y fue confiscado en noviembre de 1994. Fue eliminado de la lista en marzo de 2020.[41][42]
- Mortal Kombat II fue agregado a la Lista de medios dañinos para los jóvenes en septiembre de 1994 y fue confiscado en febrero de 1995. Fue eliminado de la lista en marzo de 2020.[41][42]
- Mortal Kombat 3 fue agregado a la Lista de medios dañinos para los jóvenes en noviembre de 1995 y fue confiscado en junio de 1997. Fue eliminado de la lista en agosto de 2020.[43][44]
- Ultimate Mortal Kombat 3 fue agregado a la Lista de medios dañinos para los jóvenes en agosto de 2000. Fue eliminado de la lista en septiembre de 2024.[43][45]
- Mortal Kombat Trilogy se agregó a la Lista de medios dañinos para los jóvenes en febrero de 1997. Fue eliminado de la lista en febrero de 2022.[46]
- Mortal Kombat 4 fue agregado a la Lista de medios dañinos para los jóvenes en julio de 1998. Fue eliminado de la lista en junio de 2023.[47][48]
- Mortal Kombat Mythologies: Sub-Zero fue agregado a la Lista de medios dañinos para los jóvenes en julio de 1998. Fue eliminado de la lista en junio de 2023.[47][48]
- Mortal Kombat: Shaolin Monks fue añadido a la Lista de medios dañinos para los jóvenes en abril de 2007. Fue eliminado de la lista en mayo de 2023.[49][50]
- Mortal Kombat: Armageddon fue añadido a la Lista de medios dañinos para los jóvenes en enero de 2007. Fue eliminado de la lista en mayo de 2023.[51][50]
- Mortal Kombat (2011) fue agregado a la Lista de Medios dañinos para los jóvenes en mayo de 2011 y fue confiscado en enero de 2013. Fue eliminado de la lista en julio de 2024.[52][53]

Mortal Kombat X fue la primera parte de la serie en recibir una clasificación 18+ de la USK y, por lo tanto, se permitió su venta libremente.
Desde 2020, varios títulos han sido eliminados progresivamente de la Lista de Medios Dañinos para los Jóvenes y se han levantado las confiscaciones.
El 27 de septiembre de 2024, Ultimate Mortal Kombat 3, el último título restante de la serie Mortal Kombat, fue eliminado de la Lista de medios perjudiciales para los jóvenes.

### Legislación
El Senado australiano había iniciado una investigación en respuesta al Mortal Kombat original, y a videojuegos como Time Killers y Night Trap, y la cobertura de los medios circundantes; La investigación del Senado condujo a la Ley de Clasificación de la Commonwealth, que entró en vigencia el 1 de marzo de 1995 y presentó la Junta de Clasificación de Australia. Casi exactamente 18 años después, la Junta finalmente prohibió el juego Mortal Kombat por sus "representaciones explícitas de desmembramiento, decapitación, destripamiento y otras formas brutales de matanza". El editor del juego, Warner Bros Interactive, apeló, pero el recurso fue rechazado. Sin embargo, luego de la introducción de un sistema de clasificación solo para adultos en 2013, la prohibición fue anulada en Australia y el juego se volvió a clasificar como R18+ sin censura.
En 1998, Barry Silver, de la Cámara de Representantes de Florida, patrocinó un proyecto de ley para regular la violencia en los videojuegos, que afirmó que "ha afectado la fibra moral de nuestra juventud". Los defensores iniciales del proyecto de ley incluyeron al gobernador demócrata de Florida, Lawton Chiles (quien alegó que los videojuegos violentos pueden convertirse en "un manual de instrucciones para el asesinato y el caos") y el profesor de la Universidad Estatal de Florida, Murray Krantz, especialista en desarrollo infantil. Eventualmente, el proyecto de ley obtuvo el apoyo de más de 50 legisladores y varios grupos que van desde la Asociación de Padres y Maestros de Florida hasta la Coalición Cristiana de América. Después de ver una cinta de video del juego de uno de los juegos de Mortal Kombat,el Comité de Reglas y Reglamentos Gubernamentales de la Cámara aprobó el proyecto de ley por unanimidad. Los opositores, como el fundador y presidente de la Asociación de Software Digital Interactivo, Doug Lowenstein, consideraron el proyecto de ley como inconstitucional, violando la disposición de libertad de expresión de la Primera Enmienda con consecuencias potencialmente de largo alcance.
En 2002, el juez de distrito de EE. UU. Stephen N. Limbaugh Sr. decidió que los videojuegos no son discursos en absoluto y, por lo tanto, no merecen la protección de la Primera Enmienda. Limbaugh basó su opinión en parte en su revisión de cuatro juegos, incluido Mortal Kombat, mal escrito en documentos judiciales como "Mortal Combat".
En 2005, California aprobó una prohibición estatal de vender videojuegos violentos a menores, propuesta y defendida por el exgobernador de California Arnold Schwarzenegger. Sin embargo, la prohibición finalmente fue anulada por una votación de 7-2 en el caso de la Corte Suprema Brown v. Asociación de Comerciantes de Entretenimiento en 2011. El tribunal dictaminó que "los videojuegos califican para la protección de la Primera Enmienda", lo que hace que la prohibición sea inconstitucional. La opinión mayoritaria de los jueces declaró: "Leer a Dante es, sin duda, más culto e intelectualmente edificante que jugar a Mortal Kombat . Pero estas diferencias culturales e intelectuales no son constitucionales. Los videojuegos brutalmente violentos, los programas de televisión de mal gusto y las novelas y revistas baratas no son menos formas de expresión que La Divina Comedia, y las restricciones sobre ellos deben sobrevivir a un escrutinio estricto". Se citó a la jueza Elena Kagan llamando a Mortal Kombat "un juego icónico, que estoy seguro de que la mitad de los empleados que trabajan para nosotros pasaron una cantidad considerable de tiempo jugando en su adolescencia".

### Censura publicitaria
Los anuncios de Mortal Kombat también recibieron críticas. En 1993, el senador Lieberman, haciendo referencia a uno de los comerciales de televisión de Sega para el juego,argumentó que el anuncio en sí también promovía la violencia. Algunos anuncios fueron objeto de censura. La edición de 2011 de Guinness World Records Gamer's Edition otorgó a la serie Mortal Kombat el récord mundial del primer póster de un videojuego en ser censurado: "El 22 de abril de 2003, la Autoridad de Normas Publicitarias de Gran Bretaña (ASA) tomó la medida sin precedentes de condenar el póster de campaña de promoción de Mortal Kombat: Deadly Alliance". La ASA afirmó que el cartel, que mostraba una sudadera con capucha con una mano manchada de sangre, era "irresponsable" y "toleraba la violencia"; el cartel fue eliminado. Blood on the Carpet, un comercial de televisión para Mortal Kombat: Shaolin Monks de 2005 creado por la empresa con sede en Londres Maverick Media,también fue señalado por la ASA como "condonación y glorificación de la violencia".

### Estudios sobre la violencia en los videojuegos
- En 2000, los psicólogos Craig A. Anderson y Karen Dill realizaron dos estudios relacionados sobre los efectos de la violencia en los medios. Los estudios involucraron juegos notablemente violentos, incluidos Mortal Kombat y Wolfenstein 3D. Concluyeron que jugar tales juegos hace que los jugadores, especialmente los hombres, actúen de manera más agresiva. Después de la publicación de los estudios, los legisladores estadounidenses y los medios de comunicación dirigieron a Mortal Kombat una "oleada de nuevos escrutinios" durante un año.[66]
- Un experimento de 2008 realizado por Richard J. Barlett, Christopher P. Harris y Callie Bruey también examinó cómo jugar Mortal Kombat: Deadly Alliance afectaba la hostilidad y el ritmo cardíaco de los sujetos. Interpretaron sus hallazgos como evidencia de que los jugadores exhibieron "pensamientos más agresivos activados en la memoria semántica".[67]
- En un experimento de 2010 realizado por los psicólogos Brad Bushman y Bryan Gibson, usando Mortal Kombat vs. DC Universe y otros dos juegos violentos (resistance: Fall of Man y Resident Evil 5), los autores concluyeron que "los efectos estimulantes de la agresión de un videojuego violento pueden persistir mucho después de que el juego se haya apagado, si la gente reflexiona sobre el contenido violento en el juego".[68]
- Al año siguiente, el Dr. Brock Bastian de la Facultad de Psicología de la Universidad de Queensland realizó un experimento en el que los participantes jugaban Mortal Kombat, luchando entre sí y contra oponentes controlados por inteligencia artificial. El estudio, publicado en el Journal of Experimental Social Psychology, afirmó haber "encontrado evidencia de que jugar videojuegos violentos hace que los jugadores se vean a sí mismos y a sus oponentes como carentes de cualidades humanas fundamentales tales como la calidez, la mente abierta y la inteligencia." Bastian concluyó que "los hallazgos de este estudio apuntan a los posibles efectos a largo plazo de los videojuegos violentos y sugieren que la exposición repetida a estas experiencias deshumanizantes puede provocar cambios crónicos en la autopercepción".[69][70][71]
- Bruce D. Bartholow, profesor de psicología de la Universidad de Missouri, dijo que existe el temor de que esta violencia simulada pueda traducirse en violencia de la vida real como "la medida en que un jugador aprende a dar respuestas específicas o violentas en el contexto de la juego, esas mismas habilidades podrían transferirse a escenarios similares fuera del juego, aumentando potencialmente la agresión en situaciones fuera de juego".[72]

### Violencia en la vida real
Después de la masacre de la Escuela Secundaria de Columbine en 1999, los sujetos de DOOM y Mortal Kombat regresaron a las audiencias del Congreso sobre el presunto impacto en los jóvenes. El presidente en ese entonces de los Estados Unidos, Bill Clinton, afirmó que "videojuegos como Mortal Kombat, Killer Instinct y DOOM, el mismo juego al que juegan obsesivamente los dos jóvenes que acabaron con tantas vidas en Littleton, hacen que nuestros niños sean participantes más activos en la violencia simulada". El abogado Jack Thompson, un activista conservador cristiano contra los temas sexuales y la violencia en los videojuegos y otros medios de entretenimiento, representó a las familias de tres de las víctimas de Columbine en un intento sin éxito de demandar a los productores de DOOM y Mortal Kombat.
Algunos críticos han alegado que la serie Mortal Kombat influyó en casos particulares de violencia letal en la vida real además de la masacre de Columbine:
- En 1999, Brasil prohibió Mortal Kombat, Postal, Carmageddon y cuatro juegos de disparos en primera persona por supuestamente inspirar el tiroteo mortal del estudiante de medicina de veinticuatro años Mateus da Costa Meira en el Shopping de Morumbi en São Paulo, que se atribuyó principalmente a Duke Nukem 3D.[4][83][84]
- En 2007, Patrick Morris, de veinte años, usó una escopeta para matar a Diego Aguilar, de quince, en Klamath Falls, Oregón, en lo que los fiscales alegaron que fue un asesinato relacionado con un negocio de drogas. Sin embargo, el abogado defensor de Morris alegó que los videojuegos violentos como Mortal Kombat "pueden haber desdibujado la capacidad de Morris para distinguir la realidad y las consecuencias de sus acciones".[85]
- En 2008, en el llamado caso "asesinato de Mortal Kombat ", Lamar Roberts, de diecisiete años, y Heather Trujillo, de dieciséis, fueron acusados de golpear fatalmente a la media hermana de Trujillo, Zoe García, de siete años.[86] La pareja les dijo a los investigadores que estaban representando movimientos de un juego de Mortal Kombat. En una audiencia preliminar, el fiscal Robert Miller afirmó: "Zoe García fue objeto de abusos tanto por parte de Heather Trujillo como de Lamar Roberts, quienes causaron estas lesiones con Mortal Kombat [sic]." [87] Roberts y Trujillo fueron condenados por asesinato.[88][89] Los padres de la víctima dijeron que estaban convencidos de que la historia de Mortal Kombat fue inventada por los asesinos.[89][90]
- A raíz del tiroteo en la escuela primaria Sandy Hook de 2012, Wayne LaPierre, vicepresidente ejecutivo de la Asociación Nacional del Rifle (NRA), nombró cuatro videojuegos violentos, incluido Mortal Kombat [nota 9], como contribuyentes al aumento de la incidencia de matanzas en los Estados Unidos.[92] Muchos comentaristas consideraron la elección de Mortal Kombat de LaPierre como una referencia extraña y obsoleta de la cultura pop.[93][94][95][96][97]
- En 2015, Ashleigh Banfield de CNN describió el tiroteo en la iglesia de Charleston como "asesinatos de Mortal Kombat ".[98][99]

### Perspectivas feministas y raciales
Algunos críticos han condenado la serie Mortal Kombat como sexista y/o racista, especialmente con respecto a sus muchos personajes asiáticos. Guy Aoki, el presidente del grupo de defensa Media Action Network for Asian Americans, reprendió a Mortal Kombat II en 1994 por supuestamente perpetuar los estereotipos existentes de los asiáticos como expertos en artes marciales, con la representación del juego de personajes como Kung Lao, Liu Kang, Raiden, Scorpion, Shang Tsung y Sub-Zero. Allyne Mills, publicista del editor del juego Acclaim Entertainment, respondió: "Este es un juego de fantasía, con todos los personajes diferentes. Este es un juego de artes marciales que proviene de Asia. El juego no fue creado para fomentar estereotipos". La diversidad racial de los personajes y la inclusión de personajes femeninos también fueron criticados por los psicólogos Patricia Marks Greenfield y Rodney R. Cocking en su libro de 1996 Interacting with Video, escribiendo que "no pueden asumir que esta mayor diversidad representa una política de identidad más progresista, por lo que se podría argumentar que simplemente aumenta el potencial racista y sexista de las luchas individuales". En 1995, la profesora de estudios críticos Marsha Kinder denunció a Mortal Kombat II y Mortal Kombat 3 por supuestamente permitir que los jugadores tuvieran lo que ella denominó "un aspecto misógino en el combate" . En un libro de 1999 titulado From Barbie to Mortal Kombat, escrito por los estudiosos de los medios Justine Cassell y Henry Jenkins, la serie se usó para representar "el cibermundo básico de agresión, acción y cadáveres". Los críticos que alegaban que la serie Mortal Kombat era sexista e incompatible con las mujeres incluían a la periodista liberal Ellen Goodman, entre otros.
Por otro lado, el juez de la Corte de Apelaciones de EE. UU. Richard Posner, consideró que Ultimate Mortal Kombat 3 era "un videojuego violento feminista". Al descubrir que el intento de Indianápolis de prohibir Ultimate Mortal Kombat 3 violó la Primera Enmienda, el juez Posner escribió que "el juego es feminista al representar a una mujer como totalmente capaz de defenderse en un combate violento con hombres fuertemente armados. Por lo tanto, tiene un mensaje, incluso una 'ideología' al igual que los libros y las películas". El juez Posner se maravilló además de que "la mujer gana todos los duelos. Ella es tan fuerte como los hombres, es más hábil, más decidida y no se inmuta al ver la sangre".

### Daño mental a los desarrolladores de juegos
En 2019, a los desarrolladores de Mortal Kombat 11 se les diagnosticó trastorno de estrés postraumático (TEPT) después de pasar mucho tiempo trabajando con las imágenes violentas utilizadas en el videojuego, con un trabajador que evitaba dormir debido a que tenía pesadillas violentas en su descanso. La empresa de desarrollo también fue criticada por carecer de un proceso formal, un procedimiento estándar o una guía disponible para los trabajadores que necesitaban alejarse del contenido violento o que sentían que ese trabajo había comenzado a afectarlos negativamente.
El estudio también fue acusado de instaurar una "cultura del crunch", en la que los empleados trabajaban regularmente entre 80 y 100 horas por semana para cumplir con los plazos de entrega.

## Casos judiciales

### Daniel Pesina yMidway Manufacturing Co.
En 1996, el actor Daniel Pesina (que había interpretado a Johnny Cage, Sub-Zero, Scorpion, Reptile, Smoke y Noob Saibot en los dos primeros juegos) demandó a Midway Games, Williams Electronics Games, Acclaim Entertainment, Nintendo y a Sega. Alegó que "todos los acusados usaron su personalidad, nombre y semejanza sin autorización en la versión doméstica de Mortal Kombat y Mortal Kombat II y los productos relacionados", a su vez que pedía una remuneración que, según sus palabras, ameritaba por todas las ventas de ambos títulos, por haber contribuido al momento del desarrollo de los juegos. El caso fue juzgado en el Tribunal de Distrito de los Estados Unidos para el Distrito Norte de Illinois bajo la presidencia de la jueza Elaine E. Bucklo. El tribunal concluyó que "el presunto uso del nombre, la imagen o la personalidad del artista marcial en un videojuego de artes marciales no violó su derecho consuetudinario de publicidad".

### Philip Ahn, Elizabeth Malecki y Katalin Zamiar conMidway Manufacturing, et al.
En 1997, los actores de Mortal Kombat y Mortal Kombat II Philip Ahn (Shang Tsung), Elizabeth Malecki (Sonya Blade) y Katalin Zamiar (Kitana, Mileena y Jade) demandaron conjuntamente a Midway Games, Williams Electronics Games, Acclaim, Nintendo y Sega por usar sus semejanzas de una manera no autorizada. Buscaron "un fideicomiso constructivo sobre todo el dinero que los demandados recibieron y continuaron recibiendo por su supuesto incumplimiento de sus deberes para los demandantes". Ahn, Zamiar y Malecki alegaron "que solo estaban modelando para el videojuego que funciona con monedas (la versión de Arcade original), y no para las versiones domésticas posteriores (consolas), la computadora doméstica y las versiones portátiles del juego". Con el juez Robert William Gettleman presidiendo el tribunal del Distrito Norte de Illinois, "los demandantes perdieron en todos los cargos porque todos habían dado su consentimiento para la grabación en video y porque la coreografía y la elección de los movimientos utilizados en el juego no fueron 'escritos' conjuntamente por los individuos." 

### Wilson v. Midway Games, Inc.
En 1997, Noah Wilson, de trece años, fue asesinado por Yancy Salazar, también de trece años. Salazar apuñaló a Wilson en el pecho con un cuchillo de cocina y le cortó la aorta, dejando que Wilson muriera después de una hora de pérdida masiva de sangre. La madre de la víctima, Andrea Wilson, alegó que su hijo fue asesinado debido al fuerte interés de Salazar en Mortal Kombat. Afirmó que Salazar estaba tan "obsesionado" con el juego que pensó que en realidad era el personaje de Mortal Kombat, Cyrax, quien, según ella, usó un Fatality en el que agarra al oponente con una llave de cabeza y apuñala a su oponente en el pecho. De hecho, este Fatality no existió y nunca fue interpretado por dicho personaje. Bajo la presidencia de la jueza Janet Bond Arterton, el caso fue juzgado en el Tribunal de Distrito de los Estados Unidos para el Distrito de Connecticut. El tribunal dictaminó que "la queja de Wilson no establece un reclamo sobre el cual se puede otorgar reparación".

### Demandas por regalías relacionadas con la adquisición de activos de Midway por parte de Time Warner en 2009
En 2009, Lawrence Kasanoff, productor de las películas, series de televisión, bandas sonoras y giras en vivo de Mortal Kombat, y su compañía, Threshold Entertainment, demandaron a Midway en el tribunal de quiebras por lo que, según él, eran partes de la franquicia de su propia propiedad intelectual. Tratando de preservar los derechos de autor de ciertos personajes de Mortal Kombat y de retener el derecho de crear proyectos derivados de cine y televisión basados en la franquicia, Kasanoff intentó bloquear una oferta de $ 33 millones por activos de Mortal Kombat por parte de Time Warner, cuya New Line Cinema desarrolló las adaptaciones cinematográficas de los juegos en la década de 1990. Durante los períodos 2000-2004 y 2005-2008 se presentaron otros dos juicios relacionados con millones de dólares en regalías impagas. En 2011, el juez de la corte superior del condado de Los Ángeles, Ronald M. Sohigian, otorgó a Kasanoff solo $14,981 y desestimó sus otros reclamos. También ordenó a Threshold que pagara a Time Warner, Inc. $25,412 en honorarios legales después de determinar que Time Warner, Inc. era la "parte prevaleciente". Kasanoff apeló el fallo y la denegación de un juicio con jurado.